# Madeleine (film)
Madeleine (마들렌?, MadeulrenLR, MadŭllenMR) è un film del 2003 diretto da Park Kwang-chun.

## Trama
Ji-suk è un professore di letteratura con il sogno di diventare scrittore; recatosi dal parrucchiere, reincontra dopo molti anni Hee-jin, ragazza per la quale aveva una cotta ai tempi del liceo: i due decidono così di intraprendere una relazione.

## Distribuzione
In Corea del Sud, la pellicola è stata distribuita a partire dal 10 gennaio 2003 da Cinema Service.